# Петър Лъжев
Петър Д. Лъжев е български просветен деец от Южна Македония.

## Биография
Петър Лъжев е роден в южномакедонския български град Воден, тогава в Османската империя, днес в Гърция. Негов брат е възрожденеца Георги Д. Лъжев. Назначен е от Демирхисарската българска община за учител във Валовища през учебната 1904/1905 година. Главният учител Стефан Иванов пише за него, че е достатъчно подготвен и съвестно си изпълнява задълженията. Преподава в Дойран в 1907/1908 и 1908/1909 година.